# Доріс Метакса
Доріс Метакса (фр. Doris Metaxa; 12 червня 1911 — 7 вересня 2007) — колишня французька тенісистка.
Перемагала на турнірах Великого шолома в парному розряді.

## Фінали турнірів Великого шолома

### Парний розряд: 2 (1–1)
| Результат | Рік  | Турнір               | Покриття | Партнерка   | Суперниці                         | Рахунок       |
| --------- | ---- | -------------------- | -------- | ----------- | --------------------------------- | ------------- |
| Поразка   | 1931 | Вімблдонський турнір | Трава    | Жосан Сіґар | Філліс Мадфорт-Кінґ Дороті Шеферд | 6–3, 3–6, 4–6 |
| Перемогаr | 1932 | Вімблдонський турнір | Трава    | Жосан Сіґар | Елізабет Раян Гелен Джейкобс      | 6–4, 6–3      |